# Flesselles (Somme)
Flesselles település Franciaországban, Somme megyében. Lakosainak száma 1956 fő (2022. január 1.). Flesselles Wargnies, Bertangles, Havernas, Montonvillers, Naours, Vaux-en-Amiénois, Vignacourt és Villers-Bocage községekkel határos.

## Népesség
A település népességének változása:
| Lakosok száma | 2081 | 2102 | 2109 | 2063 | 2042 | 2016 | 1993 | 1974 | 1956 |
|               | 2013 | 2015 | 2016 | 2017 | 2018 | 2019 | 2020 | 2021 | 2022 |